# Naborre Campanini
Naborre Campanini (Novellara, 1850 – Reggio Emilia, 1925) è stato un letterato e scrittore italiano.

## Biografia
Studioso, letterato, insegnante e poeta, grande cultore di storia canossiana, a lui è intitolato il piccolo museo sulla sommità della rupe dove sorgono i resti del castello di Canossa.
Visse per molti anni presso la casa dei conti Palazzi Trivelli, e scrisse tra gli altri una biografia della Contessa Leocadia Palazzi Trivelli, mecenate e amica di artisti dell'epoca quali Giuseppe Verdi, Giovanni Pascoli e Giosue Carducci che frequentava spesso insieme al Campanini. Fu amico e corrispondente del violoncellista Prospero Montecchi, suo concittadino.
Campanini rappresentò per molti anni, il cuore della cultura reggiana promuovendo l'arte e la cultura in ogni sua forma. 
Ha avuto un ruolo importante nella fondazione della biblioteca comunale e degli archivi di Stato, a lui si devono numerosi scritti sulla storia di Canossa oltre a numerose poesie e saggi.
Scrisse tra l'altro i versi di un brano per canto pianoforte di Francesco Paolo Tosti, "Oblio", pubblicato da Ricordi.